# O Jogador (1992)
The Player (pt/br O Jogador) é um filme norte-americano de 1992 dirigido por Robert Altman.

## Sinopse
Produtor bem-sucedido de Hollywood sofre ameaças de morte enviadas por roteirista anônimo, enquanto observa a ascensão do estúdio concorrente. 
Crítica ao esquema hollywoodiano, com pontas especiais (frequentes nos filmes de Altman) de vários astros, como James Coburn, Brad Davis, Peter Falk, Jack Lemmon, Nick Nolte, etc.

## Elenco
- Tim Robbins ... Griffin Mill
- Greta Scacchi ... June Gudmundsdottir
- Fred Ward ... Walter Stuckel
- Whoopi Goldberg ... detetive Susan Avery
- Peter Gallagher ... Larry Levy
- Brion James ... Joel Levison
- Cynthia Stevenson ... Bonnie Sherow
- Vincent D'Onofrio ... David Kahane
- Dean Stockwell ... Andy Civella
- Richard E. Grant ... Tom Oakley
- Sydney Pollack ... Dick Mellon
- Lyle Lovett ... detetive DeLongpre
- Dina Merrill ... Celia
- Angela Hall ... Jan
- Leah Ayres ... Sandy
- Paul Hewitt ... Jimmy Chase
- Randall Batinkoff ... Reg Goldman
- Jeremy Piven ... Steve Reeves
- Gina Gershon ... Whitney Gersh
- Frank Barhydt ... Frank Murphy
- Mike E. Kaplan ... Marty Grossman
- Kevin Scannell ... Gar Girard
- Margery Bond ... testemunha
- Susan Emshwiller ... detetive Broom
- Brian Brophy ... Phil / Blackmailer (voz)
- Michael Tolkin ... Eric Schecter
- Stephen Tolkin ... Carl Schecter
- Natalie Strong ... Natalie
- Peter Koch         ... Walter
- Pamela Bowen ... Trixie
- Jeff Celentano ... Rocco

### Participações especiais
- Steve Allen ... ele mesmo
- Richard Anderson ... ele mesmo
- Rene Auberjonois ... ele mesmo
- Harry Belafonte ... ele mesmo
- Shari Belafonte ... ela mesma
- Karen Black ... ela mesma
- Michael Bowen ... ele mesmo
- Gary Busey ... ele mesmo
- Robert Carradine ... ele mesmo
- Charles Chaplin ... ele mesmo
- Cher ... ela mesma
- James Coburn ... ele mesmo
- Cathy Lee Crosby ... ela mesma
- John Cusack ... ele mesmo
- Brad Davis ... ele mesmo
- Paul Dooley ... ele mesmo
- Thereza Ellis ... ela mesma
- Peter Falk ... ele mesmo
- Felicia Farr ... ela mesma
- Katarzyna Figura ... ela mesma
- Louise Fletcher ... ela mesma
- Dennis Franz ... ele mesmo
- Teri Garr ... ela mesma
- Leeza Gibbons ... ela mesma
- Scott Glenn ... ele mesmo
- Jeff Goldblum ... ele mesmo
- Elliott Gould ... ele mesmo
- Joel Grey ... ele mesmo
- David Alan Grier ... ele mesmo
- Buck Henry ... ele mesmo
- Anjelica Huston ... ela mesma
- Kathy Ireland ... ela mesma
- Steve James ... ele mesmo
- Maxine John-James ... ela mesma
- Sally Kellerman ... ela mesma
- Sally Kirkland ... ela mesma
- Jack Lemmon ... ele mesmo
- Marlee Matlin ... ela mesma
- Andie MacDowell ... ela mesma
- Malcolm McDowell ... ele mesmo
- Jayne Meadows ... ela mesma
- Martin Mull ... ele mesmo
- Jennifer Nash ... ela mesma
- Nick Nolte ... ele mesmo
- Alexandra Powers ... ela mesma
- Bert Remsen ... ele mesmo
- Guy Remsen ... ele mesmo
- Patricia Resnick ... ela mesma
- Burt Reynolds ... ele mesmo
- Jack Riley ... ele mesmo
- Mimi Rogers ... ela mesma
- Annie Ross ... ela mesma
- Alan Rudolph ... ele mesmo
- Jill St. John ... ela mesma
- Susan Sarandon ... ela mesma
- Adam Simon ... ele mesmo
- Rod Steiger ... ele mesmo
- Joan Tewkesbury ... ela mesma
- Brian Tochi ... ele mesmo
- Lily Tomlin ... ela mesma
- Robert Wagner ... ele mesmo
- Ray Walston ... ele mesmo
- Bruce Willis ... ele mesmo
- Marvin Young ... ele mesmo
- Althea Gibson ... ela mesma (não creditado)
- Ted Hartley ... convidado (não creditado)
- Jack Jason ... ele mesmo (não creditado)
- James McLindon ... o roteirista (não creditado)
- Derek Raser ... motorista (não creditado)
- Julia Roberts ... ela mesma (não creditado)
- Scott Shaw ... ele mesmo (não creditado)
- Patrick Swayze ... ele mesmo (não creditado)

## Prêmios e indicações
Óscar (1993)
- Indicado nas categorias

melhor edição
melhor roteiro adaptado (Michael Tolken)
melhor diretor (Altman).
BAFTA (1993)
- Vencedor nas categorias

Melhor diretor
Melhor roteiro adaptado
- Indicado nas categorias

Melhor ator (Tim Robbins)
Melhor edição
Melhor filme